# Matsumae
Matsumae (japanska: 松前町?, Matsumae-chō) är en landskommun (köping) i Hokkaido prefektur i Japan.  